# CPW
Le CPW (Cell Protoplast Washing) est un milieu servant en transgénèse végétale à la prolifération in vitro des protoplastes. Ce milieu a été mis au point par Frearson et al. en 1973,.